# دل ئی‌ام‌سی

لوگوی قبلی شرکت ئی‌ام‌سی

دل ئی‌ام‌سی، (به انگلیسی: Dell EMC) شرکت انبارش داده رایانه‌ای چندملیتی آمریکایی است، که در زمینه امنیت اطلاعات، تحلیل داده، ذخیره و مجازی‌سازی داده‌ها، مدیریت اطلاعات و رایانش ابری فعالیت می‌نماید.
شرکت ئی‌ام‌سی در سال ۱۹۷۹ توسط ریچارد ایگان و راجرز مارینو راه‌اندازی شد و در حال حاضر به‌عنوان بزرگترین شرکت ارائه‌کننده سامانه‌های ذخیره‌سازی داده‌های رایانه‌ای جهان شناخته می‌شود.
دفتر مرکزی این شرکت در شهر هوپکینتون، ماساچوست، ایالات متحده آمریکا قرار دارد و سهام آن در بازار بورس نیویورک معامله می‌شود، همچنین جزئی از شاخص اس اند پی ۵۰۰ به‌شمار می‌آید.